# فهرست پررفت‌وآمدترین فرودگاه‌ها در یونان
این مقاله مربوط به فهرست پررفت‌وآمدترین فرودگاه‌ها در یونان است.

## ۲۰۱۴
| رتبه | فرودگاه                          | مجموع مسافران | تغییرات سالیانه | تغییر رتبه |
| ---- | -------------------------------- | ------------- | --------------- | ---------- |
| ۱    | فرودگاه بین‌المللی آتن            | ۱۵٬۱۳۴٬۵۲۹    | ۲۱٫۵٪           | بی‌تغییر    |
| ۲    | فرودگاه بین‌المللی هراکلین        | ۶٬۰۲۴٬۹۵۸     | ۴٫۳٪            | بی‌تغییر    |
| ۳    | فرودگاه بین‌المللی سالونیک        | ۴٬۹۵۰٬۷۲۶     | ۲۲٫۶٪           | ۱          |
| ۴    | فرودگاه بین‌المللی رود            | ۴٬۵۵۲٬۰۵۶     | ۸٫۴٪            | ۱          |
| ۵    | فرودگاه بین‌المللی خانیا          | ۲٬۴۵۸٬۱۳0     | ۱۸٫۲٪           | ۱          |
| ۶    | فرودگاه بین‌المللی کورفو          | ۲٬۳۸۳٫۳۵۳     | ۱۳٫۱٪           | ۱          |
| ۷    | فرودگاه بین‌المللی جزیره کوس      | ۲٬۲۱۳٬۳۵۶     | ۹٫۱٪            | بی‌تغییر    |
| ۸    | فرودگاه بین‌المللی زاکینثوس       | ۱٬۱۸۸٬۱۱۲     | ۱۸٫۲٪           | بی‌تغییر    |
| ۹    | فرودگاه ملی سادورینی (تیرا)      | ۱٬۱۷۹٬۶۵۳     | ۳۱٫۳            | بی‌تغییر    |
| ۱۰   | فرودگاه ملی جزیره میکناس         | ۷۷۸٬۶۱۹       | ۳۳٫۲٪           | بی‌تغییر    |
| ۱۱   | فرودگاه بین‌المللی سفلوونیا       | ۴۷۹٬۴۲۲       | ۱۱٫۴٪           | بی‌تغییر    |
| ۱۲   | فرودگاه بین‌المللی میتیلن         | ۴۵۹٬۹۲۳       | ۱۴٫۷٪           | بی‌تغییر    |
| ۱۳   | فرودگاه بین‌المللی سمس            | ۳۹۶٬۳۰۶       | ۱۵٫۳٪           | بی‌تغییر    |
| ۱۴   | فرودگاه ملی اکتیون               | ۳۵۸٬۲۳۸       | ۱۳٫۲٪           | بی‌تغییر    |
| ۱۵   | فرودگاه بین‌المللی الکساندروپولیس | ۳۱۶٬۳۶۵       | 0.0%            | بی‌تغییر    |
| ۱۶   | فرودگاه ملی جزیره اسکیاتوس       | ۳۱۵٬۳۹۷       | ۱۸٫۶٪           | بی‌تغییر    |
| ۱۷   | فرودگاه بین‌المللی کالاماتا       | ۲۳۶٬۲۰۲       | ۷۲٫۴٪           | ۴          |
| ۱۸   | فرودگاه بین‌المللی کاوالا         | ۲۲۳٬۰۵۷       | ۶٫۵٪            | ۱          |
| ۱۹   | فرودگاه ملی جزیره کارپتاس        | ۲۰۴٫۶۲۱       | ۲۱٫۶            | ۱          |
| ۲۰   | فرودگاه ملی جزیره کایاس          | ۱۸۵٬۰۸۲       | ۶٫۶٪            | ۲          |
| ۲۱   | فرودگاه آراکسوس                  | ۱۴۶٬۴۰۳       | ۴٫۸٪            | ۱          |
| ۲۲   | فرودگاه بین‌المللی لمنز           | ۹۲٬۹۶۴        | ۱۴٫۴٪           | بی‌تغییر    |
| ۲۳   | فرودگاه ملی یوآنینا              | ۷۹٬۳۹۵        | ۲۳٫۱٪           | ۱          |
| ۲۴   | فرودگاه ملی نا انچیالوس          | ۶۵٬۴۸۵        | ۶٫۵٪            | ۱          |
| ۲۵   | فرودگاه ملی پاروس                | ۴۰٬۱۷۱        | ۱۰٬۲٪           | بی‌تغییر    |
| ۲۶   | فرودگاه ملی جزیره ایکاریا        | ۳۹٬۶۷۹        | ۹٫۷٪            | بی‌تغییر    |
| ۲۷   | فرودگاه ملی میلوس آیلند          | ۳۹٬۲۳۹        | ۲۷٫۵٪           | ۲          |
| ۲۸   | فرودگاه عمومی سیتیا              | ۳۴٬۸۷0        | ۳٪              | ۱          |
| ۲۹   | فرودگاه ملی کیتیرا آیلند         | ۳۳٬۱۸۳        | 0.0             | ۱          |
| ۳۰   | فرودگاه ملی جزیره نکساس          | ۳۱٬۶۸۵        | ۳۵٫۱٪           | ۲          |
| ۳۱   | فرودگاه ملی جزیره لروس           | ۲۹٬۲۵0        | ۱۳٫۹٪           | ۱          |
| ۳۲   | فرودگاه ملی جزیره کالیمنوس       | ۲۴٬۵۱۱        | ۱۸٫۵٪           | ۱          |
| ۳۳   | فرودگاه کلی جزیرخ سیروس          | ۱۵٬۳۹۹        | ۱۲٫۲٪           | ۱          |
| ۳۴   | فرودگاه ملی جزیره استیپالایا     | ۱۳٬۷۷۲        | ۱۵٫۳٪           | ۱          |
| ۳۵   | فرودگاه اسکایروس آیلد نشنال      | ۱۲٬۸۳۱        | ۳۷٪             | ۲          |
| ۳۶   | فرودگاه جزایر کاستلوریزو         | ۸٬۱۹۶         | ۳٫۱٪            | بی‌تغییر    |
| ۳۷   | فرودگاه ملی کاستوریا             | ۴٬۰۹۸         | ۱۹٫۸٪           | بی‌تغییر    |
| ۳۸   | فرودگاه جزایر کاسوس              | ۳٬۴۷۸         | ۶٫۵٪            | ۱          |
| ۳۹   | فرودگاه ملی کوزانی               | ۲٬۷۰۷         | ۲۲٫۷٪           | ۱          |

## ۲۰۱۳
| رتبه | فرودگاه                          | مجموع مسافران | تغییرات سالیانه | تغییر رتبه |
| ---- | -------------------------------- | ------------- | --------------- | ---------- |
| ۱    | فرودگاه بین‌المللی آتن            | ۱۲٬۴۵۹٬۸۰۱    | ۳٫۱٪            | بی‌تغییر    |
| ۲    | فرودگاه بین‌المللی هراکلین        | ۵٬۷۷۸٬۷۶۴     | ۱۴٫۴٪           | بی‌تغییر    |
| ۳    | فرودگاه بین‌المللی رود            | ۴٬۲۰۰٬۰۵۹     | ۱۰٫۱٪           | ۱          |
| ۴    | فرودگاه بین‌المللی سالونیک        | ۴٬۰۳۹٬۵۷۶     | ۰٫۸٪            | ۱          |
| ۵    | فرودگاه بین‌المللی کورفو          | ۲٬۱۰۶٬۸۲۷     | ۱0.0%           | بی‌تغییر    |
| ۶    | فرودگاه بین‌المللی خانیا          | ۲٬۰۷۸٬۸۵۷     | ۱۳٫۴٪           | بی‌تغییر    |
| ۷    | فرودگاه بین‌المللی جزیره کوس      | ۲٬۰۲۸٬۶۱۸     | ۱۲٫۸٪           | بی‌تغییر    |
| ۸    | فرودگاه بین‌المللی زاکینثوس       | ۱٬۰۰۴٬۴۸۶     | ۱۵٫۳٪           | بی‌تغییر    |
| ۹    | فرودگاه ملی سادورینی (تیرا)      | ۸۹۸٬۱۵۳       | ۳٫۱٪            | بی‌تغییر    |
| ۱۰   | فرودگاه ملی جزیره میکناس         | ۵۸۴٬۵۵۹       | ۱۶٫۴٪           | بی‌تغییر    |
| ۱۱   | فرودگاه بین‌المللی سفلوونیا       | ۴۳۰٬۳۶۲       | ۱۳٫۷٪           | ۱          |
| ۱۲   | فرودگاه بین‌المللی میتیلن         | ۴۰۰٬۹۱۱       | ۳٪              | ۱          |
| ۱۳   | فرودگاه بین‌المللی سمس            | ۳۴۳٬۷۱۷       | ۵٫۷٪            | بی‌تغییر    |
| ۱۴   | فرودگاه ملی اکتیون               | ۳۱۶٬۴۳۵       | ۹٫۵٪            | بی‌تغییر    |
| ۱۵   | فرودگاه بین‌المللی الکساندروپولیس | ۳۱۶٬۳۶۵       | ۴۸٫۹٪           | ۱          |
| ۱۶   | فرودگاه ملی جزیره اسکیاتوس       | ۲۶۵٬۷۷۳       | ۴٫۱٪            | ۱          |
| ۱۷   | فرودگاه بین‌المللی کاوالا         | ۲۰۹٬۴00       | ۳٪              | بی‌تغییر    |
| ۱۸   | فرودگاه ملی جزیره کایاس          | ۱۷۳٬۵۴0       | ۷٫۲٪            | بی‌تغییر    |
| ۱۹   | فرودگاه ملی جزیره کارپتاس        | ۱۶۸٬۱۹0       | ۰٫۶٪            | بی‌تغییر    |
| ۲۰   | فرودگاه آراکسوس                  | ۱۳۹٬۶۸۹       | ۵٫۴٪            | بی‌تغییر    |
| ۲۱   | فرودگاه بین‌المللی کالاماتا       | ۱۳۶٬۹۹۲       | ۳۶٪             | بی‌تغییر    |
| ۲۲   | فرودگاه بین‌المللی لمنز           | ۸۱٬۲۰۱        | ۳٫۱٪            | بی‌تغییر    |
| ۲۳   | فرودگاه ملی نا انچیالوس          | ۷۰٬۰۷۹        | ۹٫۷٪            | بی‌تغییر    |
| ۲۴   | فرودگاه ملی یوآنینا              | ۶۴٬۴۸۹        | ۹٫۴٪            | بی‌تغییر    |
| ۲۵   | فرودگاه ملی پاروس                | ۳۶٬۴۲۹        | ۳٫۲٪            | ۱          |
| ۲۶   | فرودگاه ملی جزیره ایکاریا        | ۳۶٬۱۶۲        | ۵٫۵٪            | ۱          |
| ۲۷   | فرودگاه عمومی سیتیا              | ۳۵٬۹۶۲        | ۳٪              | ۱          |
| ۲۸   | فرودگاه ملی کیتیرا آیلند         | ۳۳٬۱۸۳        | ۱۹٫۶٪           | بی‌تغییر    |
| ۲۹   | فرودگاه ملی میلوس آیلند          | ۳۰٬۷۴۴        | ۵٪              | ۱          |
| ۳۰   | فرودگاه ملی جزیره لروس           | ۲۵٬۶۸0        | ۱۱٫۸٪           | ۱          |
| ۳۱   | فرودگاه ملی جزیره کالیمنوس       | ۲۰٬۶۷۷        | ۴٪              | ۱          |
| ۳۲   | فرودگاه ملی جزیره نکساس          | ۲۳٬۴۴۲        | ۲٫۳٪            | ۱          |
| ۳۳   | فرودگاه اسکایروس آیلد نشنال      | ۲۰٬۳۶۸        | ۷۷٫۱٪           | بی‌تغییر    |
| ۳۴   | فرودگاه کلی جزیرخ سیروس          | ۱۳٬۷۱۵        | ۱۹٫۲٪           | ۱          |
| ۳۵   | فرودگاه ملی جزیره استیپالایا     | ۱۱٬۹۴0        | ۴٫۹٪            | ۱          |
| ۳۶   | فرودگاه جزایر کاستلوریزو         | ۷٬۹۴۶         | ۰٫۰۴٪           | ۱          |
| ۳۷   | فرودگاه ملی کاستوریا             | ۵٬۱۱۵         | ۱۰٫۷٪           | ۱          |
| ۳۸   | فرودگاه ملی کوزانی               | ۳٬۵۰۴         | ۹٫۲٪            | ۱          |
| ۳۹   | فرودگاه جزایر کاسوس              | ۳٬۲۶۵         | ۱۵٫۱٪           | ۱          |